# Люмьер (кинопремия, 2016)
21-я церемония вручения наград премии «Люмьер» за заслуги в области французского кинематографа за 2014 год состоялась 2 февраля 2015 года.
Фильм Мустанг завоевал четыре награды из шести номинаций.

## Список лауреатов
Победители выделены жирным.
| Лучший фильм | Лучший режиссёр |
| --- | --- |
| Мустанг - Наше лето - Дипан - Горностай - Маргарита - Три воспоминания моей юности | Арно Деплешен — Три воспоминания моей юности - Жак Одиар — Дипан - Катрин Корсини — Наше лето - Филипп Гаррель — В тени женщин - Ксавье Джанноли — Маргарита - Майвенн — Мой король                                                                                            |
| Лучший актёр | Лучшая актриса |
| Венсан Линдон — Закон рынка & Дневник горничной - Жерар Депардьё — Долина любви - Андре Дюссолье — 21 ночь с Патти - Фабрис Лукини — Горностай - Венсан Макен — Друзья - Жереми Ренье — Ни на небесах, ни на земле | Катрин Фро — Маргарита - Эмманюэль Берко — Мой король - Клотильда Куро — В тени женщин - Изиа Ижлен — Наше лето - Изабель Юппер — Долина любви - Эльза Зильберштейн — Один плюс одна                                                                                           |
| Многообещающему актёру | Многообещающей актрисе |
| Род Парадо — Молодая кровь - Стани Коппет — Чистая жизнь - Кантен Дольмер — Три воспоминания моей юности - Альбан Ленуар — Француз - Феликс Моати — Давайте втроём - Harmandeep Palminder — Молодой тигр           | Гюнеш Шенсой, Дога Зейнеп Догуслу, Элит Ишчан, Тугба Сунгуроглу & Илаида Акдоган — Мустанг - Гольшифте Фарахани — Друзья - Сара Жиродо — Глупости - Baya Medhaffar — À peine j’ouvre les yeux - Лу Руа-Леколлине — Три воспоминания моей юности - Софи Вербек — Давайте втроём |
| Лучший дебютный фильм | Лучший сценарий |
| Мустанг - Молодой тигр - Друзья - Ни на небесах, ни на земле - Чистая жизнь - Винсент | Фатима — Филипп Фокон - Наше лето — Катрин Корсини и Laurette Polmanss - Три воспоминания моей юности — Арно Деплешен и Джули Пейр - Мустанг — Дениз Гамзе Эргювен и Алис Винокур - Маргарита — Ксавье Джанноли - 21 ночь с Патти — Арно Ларьё и Жан-Мари Ларьё                |
| Лучший фильм на французском языке | Лучшая операторская работа |
| Сильно любимая - À peine j’ouvre les yeux - Next Year - Крыши - Новейший завет - Тщеславие | Дэвид Чизаллет — Мустанг, Анархисты & Я – солдат - Матиас Букар — Дело СК1 - Ирина Любчански — Три воспоминания моей юности - Клер Матон — Последний удар молота, Мой король & Друзья - Арно Потье — Ковбои - Sylvain Verdet — Ни на небесах, ни на земле                      |
| За лучшую музыку к фильму. | За лучший документальный фильм. |
| Грегуар Этзель — Наше лето & Три воспоминания моей юности - Брюно Куле — Дневник горничной - Уоррен Эллис — Мустанг - Gesaffelstein — Телохранитель - Беатрис Тирье — Астрагал - Жан-Клод Ваннье — Микроб и Бензин | Перламутровая пуговица & Исчезнувшее изображение - Завтра - Человек - Sud eau nord déplacer - Мы пришли с миром |
| Почётная премия «Люмьер» | |
| Изабель Юппер | |